# Dajana Karajica
Dajana Karajica (ur. 20 kwietnia 1959 w Sarajewie) – bośniacka saneczkarka, reprezentantka Jugosławii, uczestniczka igrzysk olimpijskich.
Karajica reprezentowała Jugosławię na Zimowych Igrzysk Olimpijskich 1984, odbywających się w jej rodzinnym Sarajewie. W jedynkach uzyskała czas łączny wynoszący 2:52,660. Została sklasyfikowana na 17. miejscu na 27 zawodniczek biorących udział w konkurencji.